# 张萍 (排球运动员)
張萍（1982年3月23日—），天津人，中国女子排球运动员，中国女排主力副攻手之一。在2004年雅典奥运会中国和俄羅斯的比賽中有突出表現。
张萍身高1米87，体重73公斤，身披18號球衣。2003年全国女排联赛冠军。2003年女排世界杯冠军。2004年雅典奥运会冠军。